# 上格拉芬多夫
上格拉芬多夫（德語：Ober-Grafendorf）是奥地利下奥地利州圣帕尔滕兰县的一个市镇。总面积24.56平方公里，总人口4656人，人口密度189.6人/平方公里（2005年）。